# Cicaré CH-1
Die Cicaré CH-1 war ein Hubschrauber des argentinischen Herstellers Cicaré Helicópteros.

## Geschichte
Die CH-1 war der erste in Südamerika entworfene und gebaute Hubschrauber. Der argentinische Ingenieur Augusto Cicaré begann 1958 mit den Arbeiten an dem Modell in seiner Heimwerkstatt und konnte 1961 den Erstflug absolvieren.

## Konstruktion
Der Hubschrauber war ein einsitziges Modell, das eigentlich um den Motor herum gebaut wurde, der sich im Zentrum des in offener Stahlrohrrahmenbauweise gefertigten Modells befand. Der Motor trieb zwei koaxial gegenläufige zweiblättrige Hauptrotoren an, wodurch ein Heckrotor entfallen konnte. Der luftgekühlte Boxermotor mit 45 kW war eine Eigenentwicklung Cicarés.

## Technische Daten
| Kenngröße             | Daten                                         |
| --------------------- | --------------------------------------------- |
| Besatzung             | 1                                             |
| Länge                 | 6,80 m                                        |
| Höhe                  | 2,2 m                                         |
| Rotordurchmesser      | 2 × 6 m                                       |
| Leermasse             | 225 kg                                        |
| max. Startmasse       | 330 kg                                        |
| Reisegeschwindigkeit  | 90 km/h                                       |
| Höchstgeschwindigkeit | 120 km/h                                      |
| Dienstgipfelhöhe      | 1500 m                                        |
| Reichweite            | ? km                                          |
| Triebwerke            | 1 × luftgekühlter Cicaré-Boxermotor mit 45 kW |